# Escapade australienne
Pour plus de détails, voir Fiche technique et Distribution.
Escapade australienne (Bushy Hare) est un court métrage d'animation de la série américaine Looney Tunes, réalisé par Robert McKimson et sorti le 18 novembre 1950, qui met en scène Bugs Bunny.